# ティリオーロ
ティリオーロ（イタリア語: Tiriolo）は、イタリア共和国カラブリア州カタンザーロ県にある、人口約3,900人の基礎自治体（コムーネ）。

## 地理

### 位置・広がり

#### 隣接コムーネ
隣接するコムーネは以下の通り。
- カタンザーロ
- ジミリアーノ
- マルチェッリナーラ
- ミリエリーナ
- サン・ピエトロ・アポストロ
- セッティンジャーノ

## 行政

### 分離集落
ティリオーロには、以下の分離集落（フラツィオーネ）がある。
- Pratora, Sarrottino, Soluri